# 農林漁業中央金庫
農林漁業中央金庫（のうりんぎょぎょうちゅうおうきんこ）は、農林漁業中央金庫法（1952年立法第45号）に基づく琉球政府管轄の特殊法人たる金庫である。当初は協同組合中央金庫法に基づく協同組合中央金庫として設立され、1958年の法改正に伴って同法の題名が農林漁業中央金庫法に変更されるとともに、金庫もその名称を農林漁業中央金庫に変更された。
農林漁業者の組織する協同組織体（協同組合など）を対象にした融資を実施していた。復帰に伴い、農業関係は沖縄県信用農業協同組合連合会（現在の沖縄県農業協同組合）に、漁業関係は沖縄県信用漁業協同組合連合会に改組された。